# Tidaholm (comune)
Tidaholm è un comune svedese di 12 590 abitanti, situato nella contea di Västra Götaland. Il suo capoluogo è la cittadina omonima.
La città diede i natali all'architetto Sven Ivar Lind.

## Località
Nel territorio comunale sono comprese le seguenti aree urbane (tätort):
- Ekedalen
- Madängsholm
- Tidaholm

## Amministrazione

### Gemellaggi
- Molinella